# Saint-Quay-Portrieux
Saint-Quay-Portrieux é uma comuna francesa na região administrativa da Bretanha, no departamento Côtes-d'Armor. Estende-se por uma área de 3,87 km². Em 2010 a comuna tinha 3 280 habitantes (densidade: 847,5 hab./km²).